# Michaelsbuch
Michaelsbuch ist ein Gemeindeteil der Gemeinde Stephansposching im niederbayerischen Landkreis Deggendorf.

## Lage
Das Pfarrdorf liegt im Gäuboden an der Staatsstraße 2074 etwa drei Kilometer südöstlich von Stephansposching und etwa zwei Kilometer nordwestlich von Plattling. Unmittelbar südöstlich von Michaelsbuch verläuft die Bundesautobahn 92.

## Geschichte

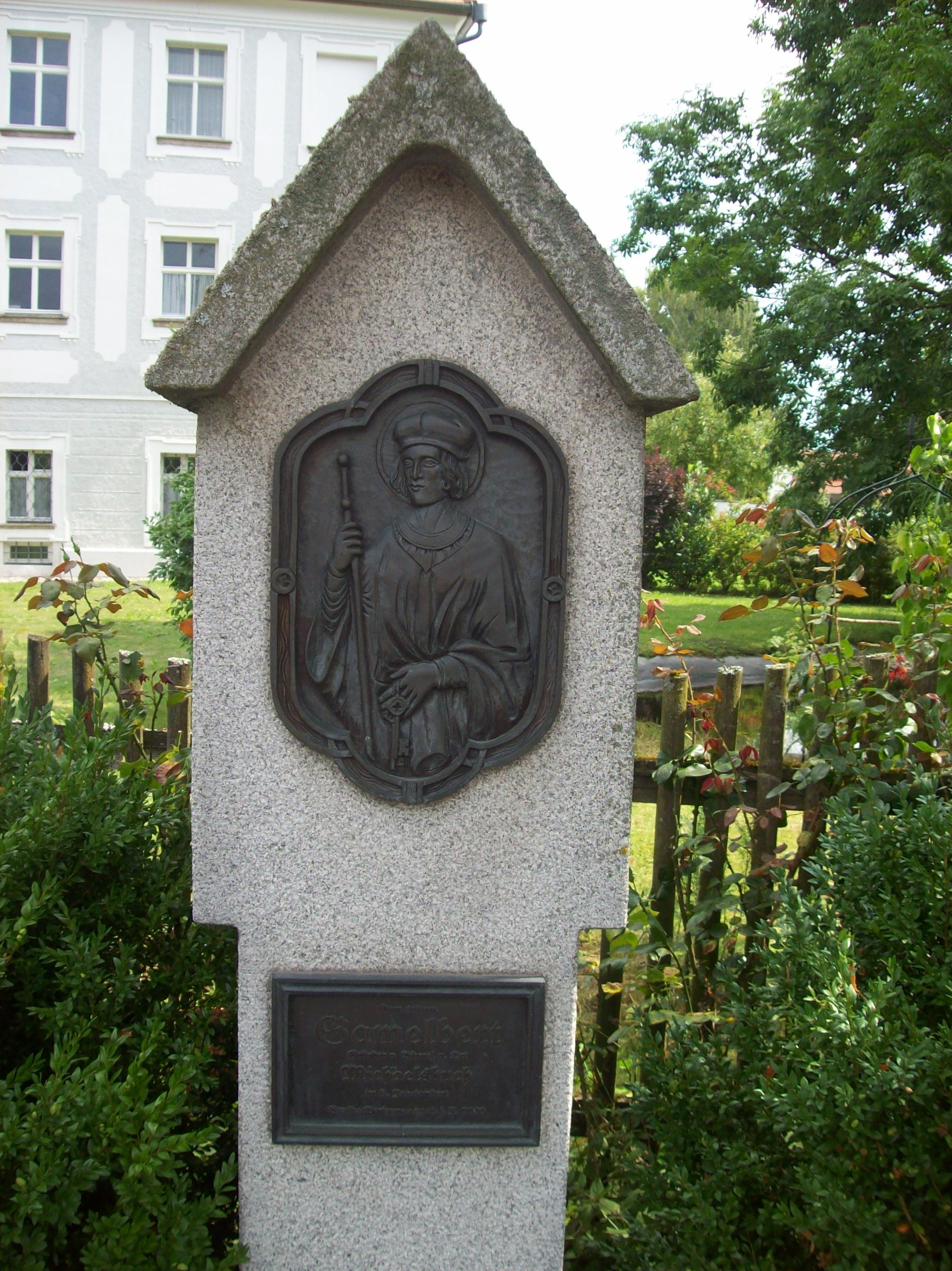
Der Gedenkstein für den sel. Gamelbert vor dem Pfarrhof

Michaelsbuch, ursprünglich Puch, wurde vermutlich bereits im 6. Jahrhundert gegründet. Bekannt ist der Ort besonders durch das Leben und Wirken des seligen Gamelbert im 8. Jahrhundert. Der adelige Gamelbert wirkte 50 Jahre als Pfarrer in Buch und gründete das Kloster Metten. Dort wurde sein Taufkind Utto der erste Abt. 1294 wurde die Pfarrei Michaelsbuch dem Kloster Metten inkorporiert. Mit Ausnahme der Jahre 1803 bis 1852 betreuten stets Benediktiner aus Metten die Pfarrei.
Den Namen Michaelsbuch erhielt der Ort erst im 13. Jahrhundert nach dem Patron der Pfarrkirche St. Michael. Mychelspouch wird im vor 1300 entstandenen zweiten Herzogsurbar als Teil des Landgerichtes Deggendorf erwähnt. 1464 erscheint Michaelsbuch als Hauptmannschaft, 1474 und 1602 als Obmannschaft. Zur Obmannschaft Michaelsbuch gehörte in der Beschreibung von 1752 noch ein Teil des Kirchdorfes Rottenmann.
1808 wurde der Steuerdistrikt Michaelsbuch mit den Orten Michaelsbuch, Freundorf, Hettenkofen, Schaidham und Uttenhofen geschaffen. Mit dem Gemeindeedikt vom 17. Mai 1818 entstand die Gemeinde Michaelsbuch, die zusätzlich noch den Ort Sautorn aus dem Steuerdistrikt Pielweichs umfasste.
Am 1. Juli 1971 wurde Michaelsbuch zusammen mit der ehemals selbstständigen Gemeinde Steinkirchen zur neuen Gemeinde Michaelsbuch zusammengeschlossen. Am 1. Mai 1978 wurde im Zuge der Gebietsreform in Bayern die Gemeinde Michaelsbuch mit der Gemeinde Rottersdorf zur neuen Gemeinde Stephansposching zusammengeschlossen.

## Sehenswürdigkeiten
- Pfarrkirche St. Michael. Sie wurde von 1727 bis 1732 nach dem Plan des Straubinger Stadtmaurermeisters Jakob Ruesch auf romanischen Grundmauern errichtet. Die Deckenfresken von Joseph Anton Merz aus den Jahren 1730 und 1731 haben die Geschichte Gamelberts und Utos zum Thema. Die Stuckierung besorgte der Klosterbruder Albert Bärtl aus Metten. Den Hochaltar mit den figürlichen Darstellungen Erzengel, Teufel, Gamelbert und Utto schuf Christian Jorhan der Ältere 1764. Die Seitenaltäre entstanden 1746 bis 1751, die Kanzel 1753.
- Pfarrhaus, das stattliche Gebäude wurde von 1735 bis 1795 erbaut.

## Bildung und Erziehung
- Kindergarten Michaelsbuch

## Vereine
- Bauernhilfsverein Michaelsbuch e. V.
- Eisstockclub Michaelsbuch e. V., gegründet 1975
- Frauen- und Mütterverein Michaelsbuch
- Freiwillige Feuerwehr Michaelsbuch, gegründet am 29. November 1903
- Gartenbauverein Michaelsbuch
- Krieger- und Reservistenkameradschaft Michaelsbuch/Steinkirchen
- Michal Bühne Michaelsbuch
- Tennisclub Michaelsbuch e. V.
- Kirchenchor Michaelsbuch
- Kindergruppe Michaelsbuch

## Persönlichkeiten
- Im 8. Jahrhundert lebte hier der sel. Gamelbert. Er entschloss sich, als Hirte auf dem väterlichen Gut zu dienen, wurde Priester und betreute nach dem Tode des Vaters als Pfarrer 50 Jahre lang die ihm als Erbe zufallende Kirche von Buch. Er gründete im nahen Metten das dortige Benediktinerkloster und unternahm noch in hohem Alter eine Wallfahrt nach Rom.